# Мондонико (Варезе)
Мондонико је насеље у Италији у округу Варезе, региону Ломбардија.
Према процени из 2011. у насељу је живело 38 становника. Насеље се налази на надморској висини од 691 м.